# اینسبروک
اینسبروک یکی از شهرهای کشور اتریش و مرکز ایالت فدرال تیرول در اتریش غربی است.
این شهر در دره «این» در کوه‌های آلپ جای دارد.

## نام
واژهٔ بروک از واژهٔ آلمانی «Bruck» به معنی پل می‌آید که همراه با «Inn» به معنای «پلی بر فراز این» (رودخانه این) است.

## ورزش
اینسبروک به‌عنوان یک مرکز ورزش‌های زمستانی در دنیا شهرت دارد.
این شهر در سال‌های ۱۹۶۴ و ۱۹۷۶ میزبان بازی‌های المپیک زمستانی بود.

## جمعیت
جمعیت اینسبروک در آغاز سال ۲۰۰۷ میلادی برابر با ۱۱۷٬۹۱۶ نفر بوده است.
جمعیت این شهر از سال ۱۹۰۰ میلادی تا ۲۰۰۷ از این قرار است:
| سال   | ۱۹۰۰   | ۱۹۵۱   | ۱۹۶۱    | ۱۹۷۱    | ۱۹۸۱    | ۱۹۹۱    | ۲۰۰۱    | ۲۰۰۷    |
| ----- | ------ | ------ | ------- | ------- | ------- | ------- | ------- | ------- |
| جمعیت | ۴۹٬۷۲۷ | ۹۵٬۰۵۵ | ۱۰۰٬۹۵۹ | ۱۱۶٬۱۰۴ | ۱۱۷٬۲۸۷ | ۱۱۸٬۱۱۲ | ۱۱۳٬۳۹۲ | ۱۱۷٬۹۱۶ |

## تاریخچه اینسبروک
دوران پیشا تاریخی و رومی
آثار سکونت در منطقه شهری اینسبروک به دوران نوسنگی بازمی‌گردد. مکان‌های پیش از رومی و محل‌های دفن با خاکستر در ویلتن، آمرس، هوتینگ و مولاو، همچنین یافته‌هایی از دوره لا تن در میدان آدولف پیچلر در مرکز شهر، نشان می‌دهد که این منطقه بیش از 3000 سال به‌طور مداوم مسکونی بوده است.
برای تأمین امنیت مرزهای شمالی و فتح رائتیان‌ها و نوریکان‌ها، رومیان تحت فرمان امپراتور آگوستوس در حدود سال 15 پیش از میلاد، ایستگاه نظامی ولدیدنا (ویلتن) را ساختند تا از جاده امپراتوری ورونا – برنر – آوگسبورگ محافظت کنند. این ایستگاه تا اواخر دوران باستان وجود داشت و در حدود سال 600 میلادی تخریب شد.
قرون وسطی
پس از سقوط امپراتوری روم غربی، این منطقه ابتدا تحت حاکمیت بایرن قرار گرفت و سپس در سال 788 میلادی به امپراتوری فرانک‌ها تحت فرمان شارلمانی ملحق شد. در قرون بعدی، منطقه اطراف اینسبروک مجدداً بخشی از دوک‌نشین جدید بایرن شد و بعداً تحت حاکمیت کنت‌های اندکس قرار گرفت تا اینکه به شهرستان تیرول ملحق شد.
از لحاظ کلیسایی، اینسبروک و دره این از اوایل قرون وسطی به اسقف‌نشین بریکسن تعلق داشت که گاهی در اسناد با عنوان "stat Jnnsprugg Brichsner bistumbs" (شهر اینسبروک اسقف‌نشین بریکسن) ذکر می‌شد. این تعلق بیش از یک هزاره ادامه داشت و تنها با تقسیم تیرول پس از جنگ جهانی اول پایان یافت. در سال 2016، در طی ساخت و ساز کانال، پایه سنگی یک پل قرون وسطایی به‌عنوان قدیمی‌ترین اثر باستان‌شناسی این منطقه کشف شد.
اواخر قرون وسطی
در سال 1133، کنت‌های اندکس بازاری را در ساحل چپ رودخانه این (که امروزه به نام سنت نیکولاس شناخته می‌شود) تأسیس کردند. این بازار در دهه 1170 توسط کنت برشتولد پنجم از اندکس از طریق پلی قدیمی به ساحل دیگر این متصل شد. در سال 1180، مردم اندکس تکه‌ای از زمین در ساحل جنوبی این را از صومعه ویلتن به دست آوردند و این‌گونه "اینسپروگ" شکل گرفت. این بازار و مکان تجاری در سال 1187 به حقوق بازار دست یافت.
بین سال‌های 1187 و 1205، این بازار به حقوق شهری دست یافت و به دلیل درآمدهای گمرکی، نفوذ و ثروت فراوانی کسب کرد. پس از مرگ آخرین کنت اندکس در سال 1248، این منطقه به مالکیت کنت‌های تیرول درآمد و در سال 1286 توسط رودلف از هابسبورگ به مقام دوکال دست یافت.
دوره مدرن اولیه
در دوران حکومت ماکسیمیلیان اول، اینسبروک به یک مرکز سیاسی و هنری در امپراتوری تبدیل شد. این دوره با ساخت زرادخانه در حدود سال 1500، که یکی از مهم‌ترین انبارهای سلاح در اروپا بود، و همچنین ساخت سقف طلایی و پایه‌های گوتیک هوفبورگ همراه بود.
بین سال‌های 1553 و 1563، فردیناند اول کلیسای دربار را با مقبره خالی ماکسیمیلیان (cenotaph) ساخت که در آن مردان سیاه قرار گرفتند. همچنین در جریان ضد اصلاحات، یسوعیان در سال 1562 یک کالج و مدرسه لاتین تأسیس کردند که امروزه به‌عنوان Akademisches Gymnasium شناخته می‌شود.
قرن بیستم
در طول جنگ جهانی دوم، اینسبروک 22 بار توسط نیروهای متفقین غربی بمباران شد که منجر به تخریب بخش‌های زیادی از شهر، از جمله کلیسای جامع اینسبروک در 16 دسامبر 1944، شد. در 3 مه 1945، اینسبروک بدون هیچ مقاومتی به نیروهای آمریکایی تسلیم شد.
پس از جنگ جهانی دوم، اینسبروک بخشی از منطقه اشغالی فرانسه در اتریش شد. در این دوران، فرودگاه اینسبروک مجدداً در  Höttinger Au بازگشایی شد و اولین پروازهای برنامه‌ریزی شده پس از جنگ در سال 1950 توسط KLM ارائه شد.
بازی‌های المپیک

اینسبروک دو بار میزبان بازی‌های المپیک زمستانی (1964 و 1976) و بازی‌های پارالمپیک زمستانی (1984 و 1988) بود. در اواسط دهه 1990، ابتکاراتی برای برگزاری بازی‌های المپیک زمستانی برای بار سوم وجود داشت؛ با این حال، این ابتکارات پس از یک همه‌پرسی در سال 2006 کنار گذاشته شد

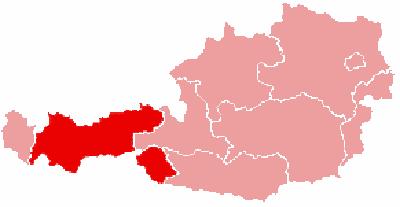

## نگارخانه

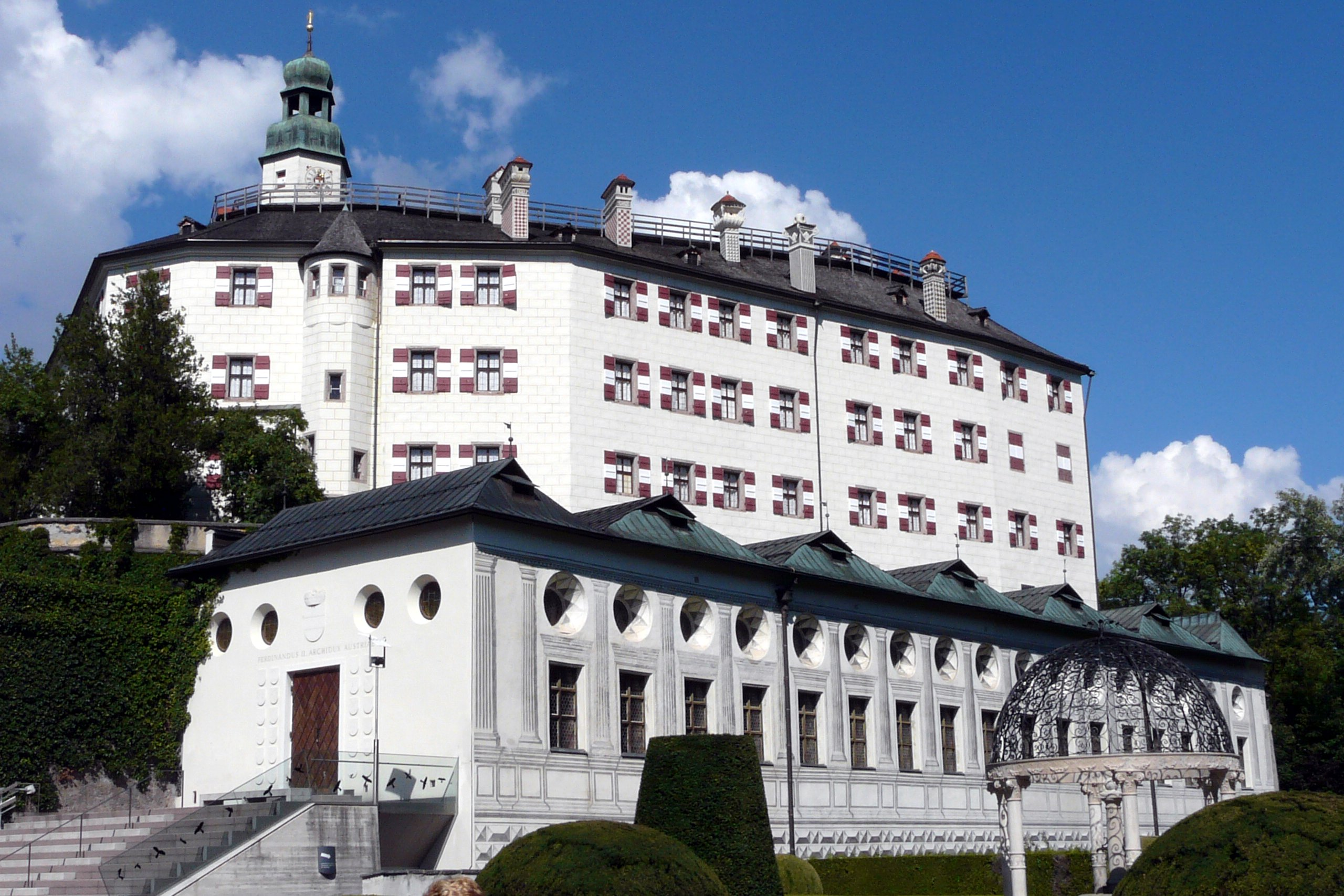
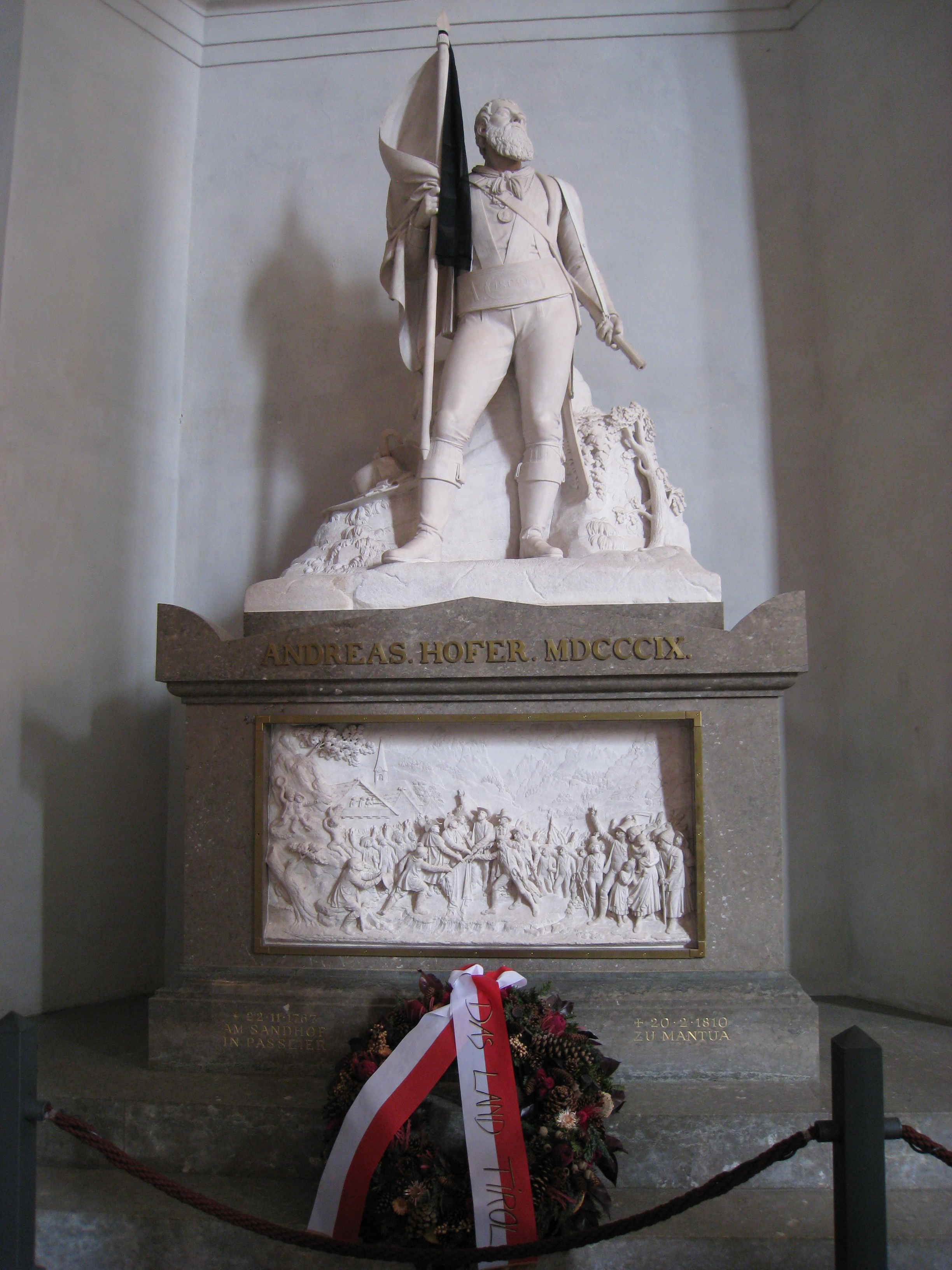
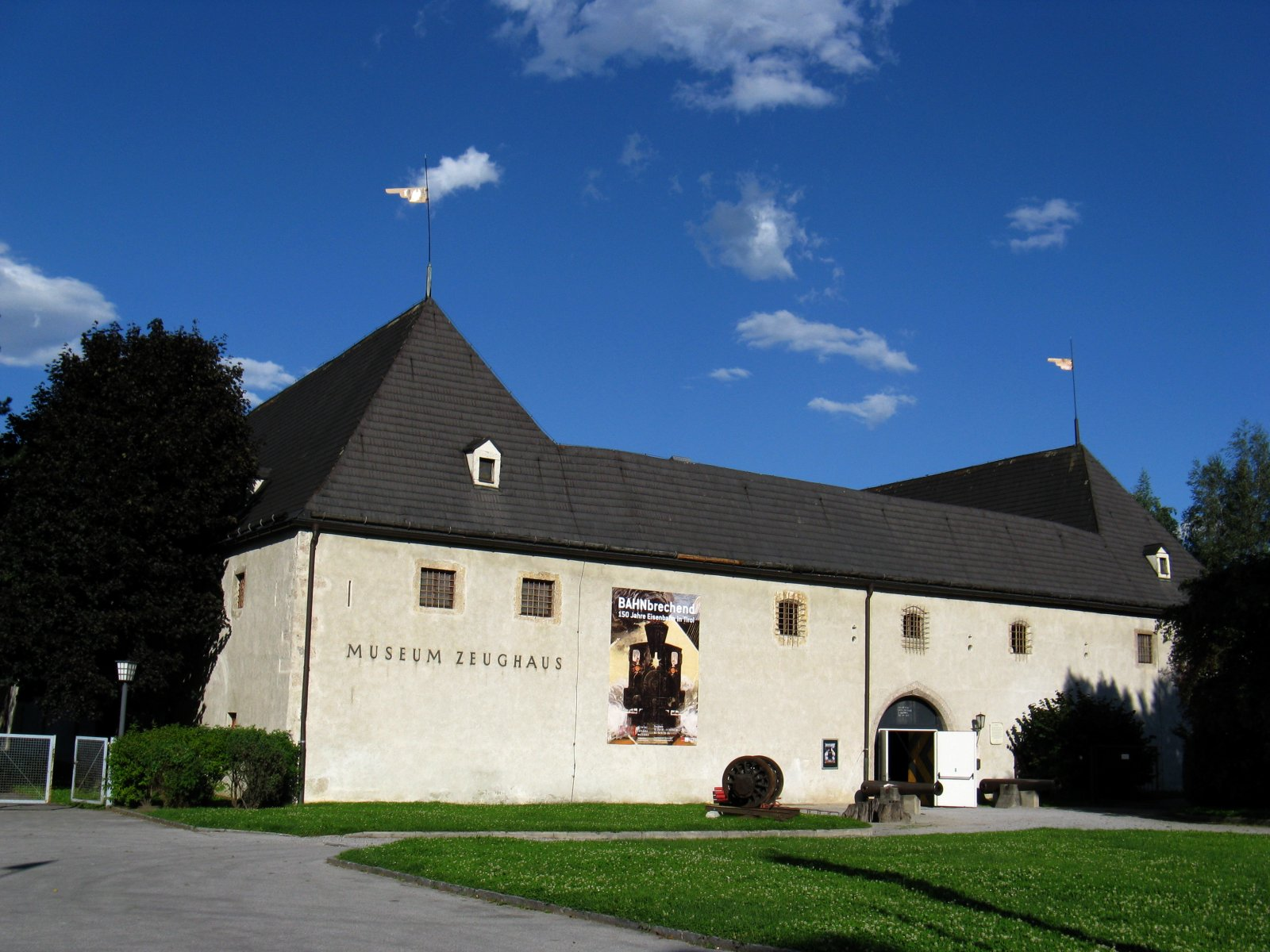
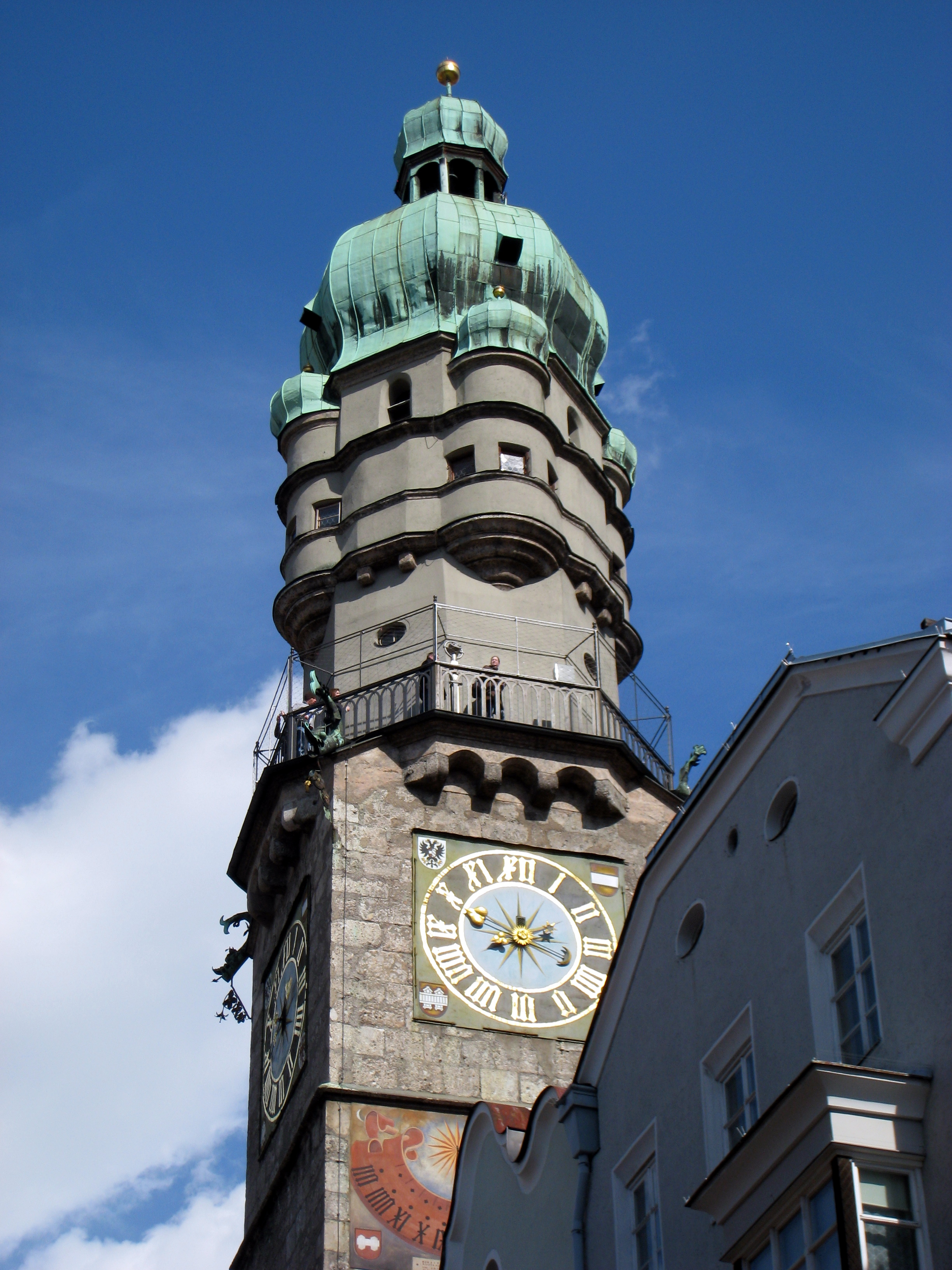
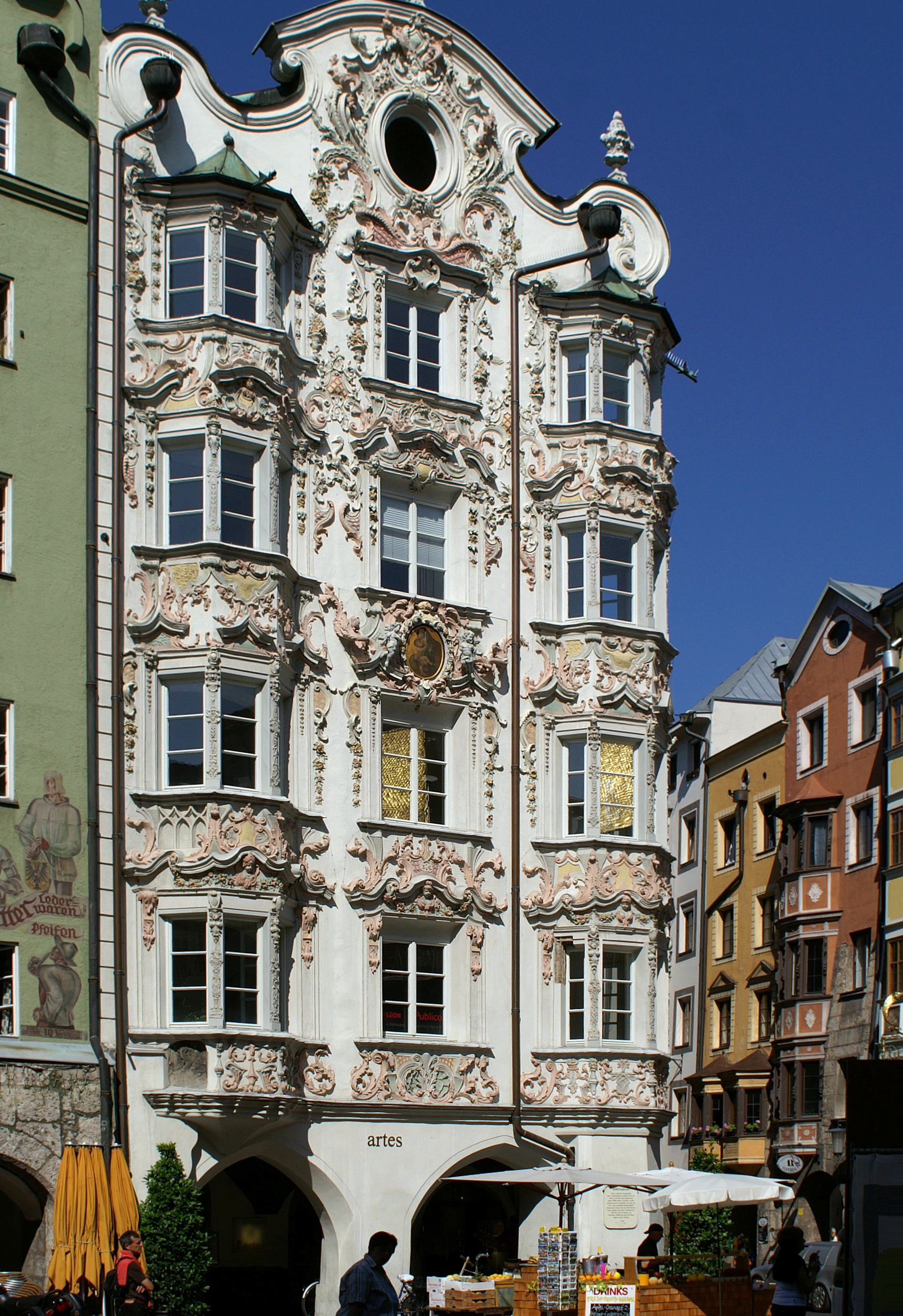
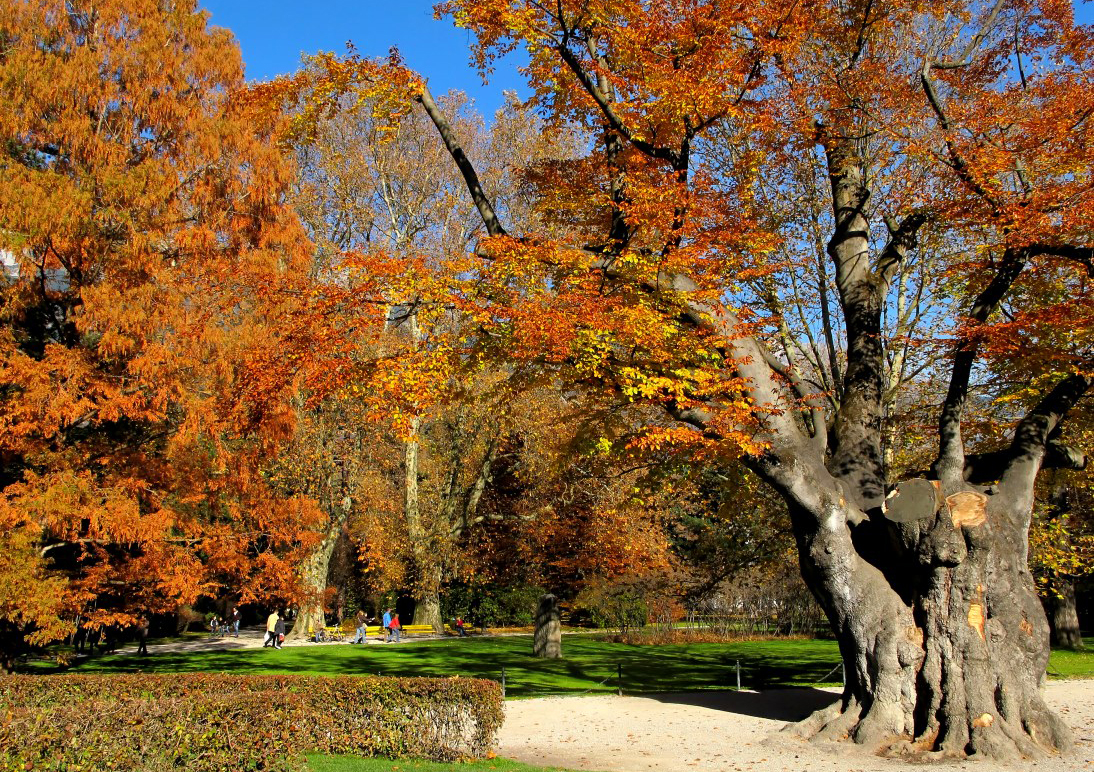
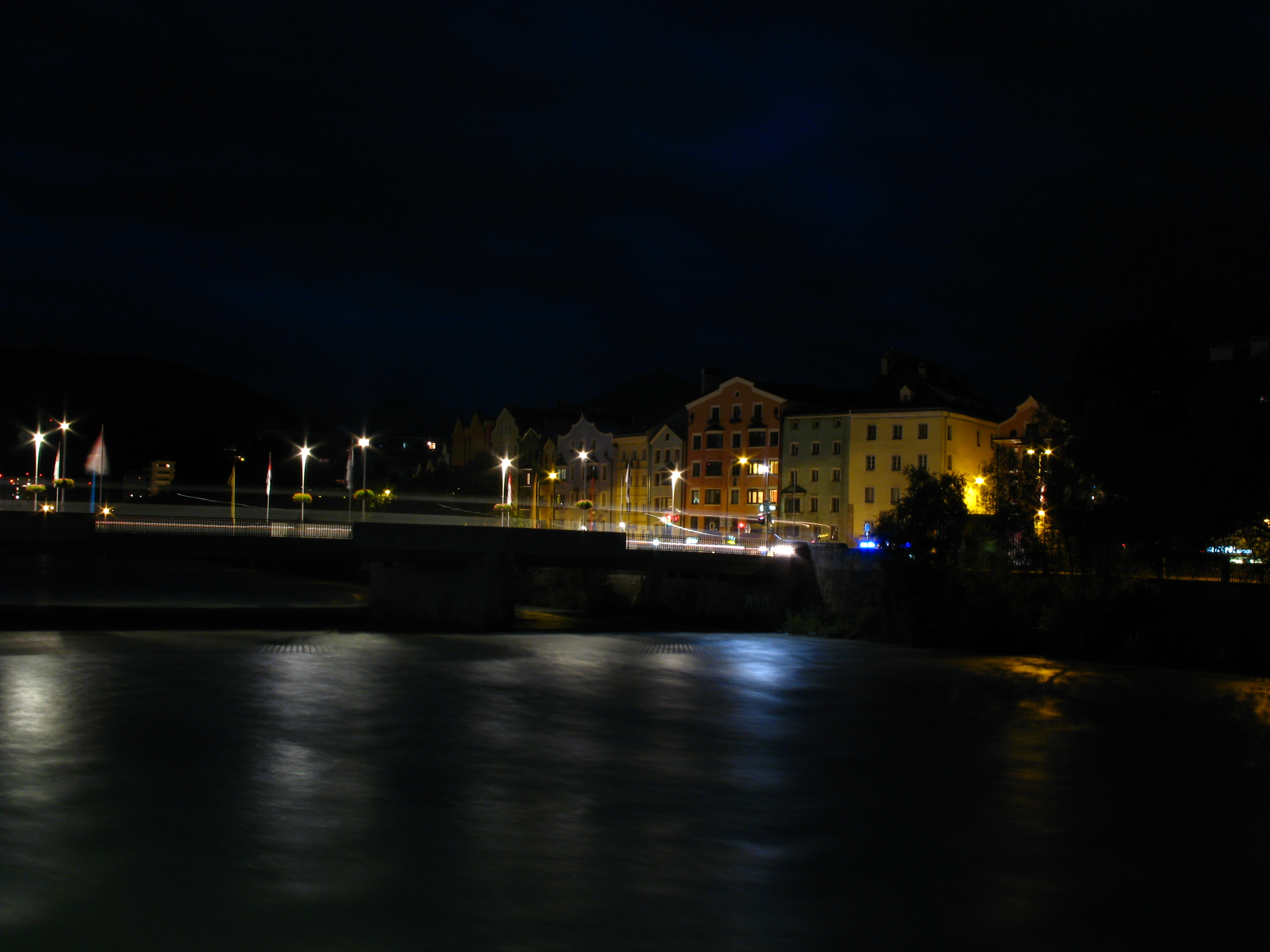
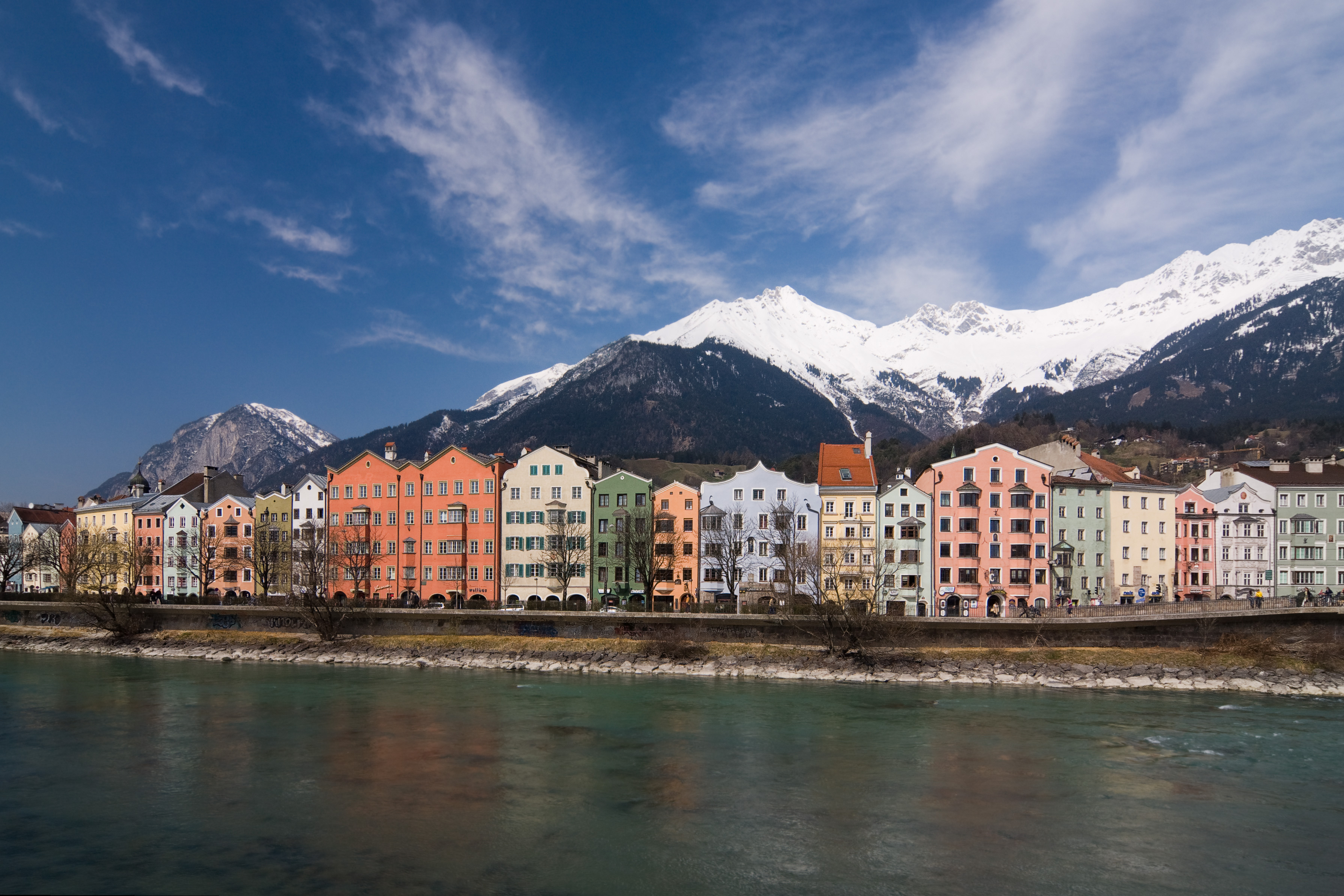
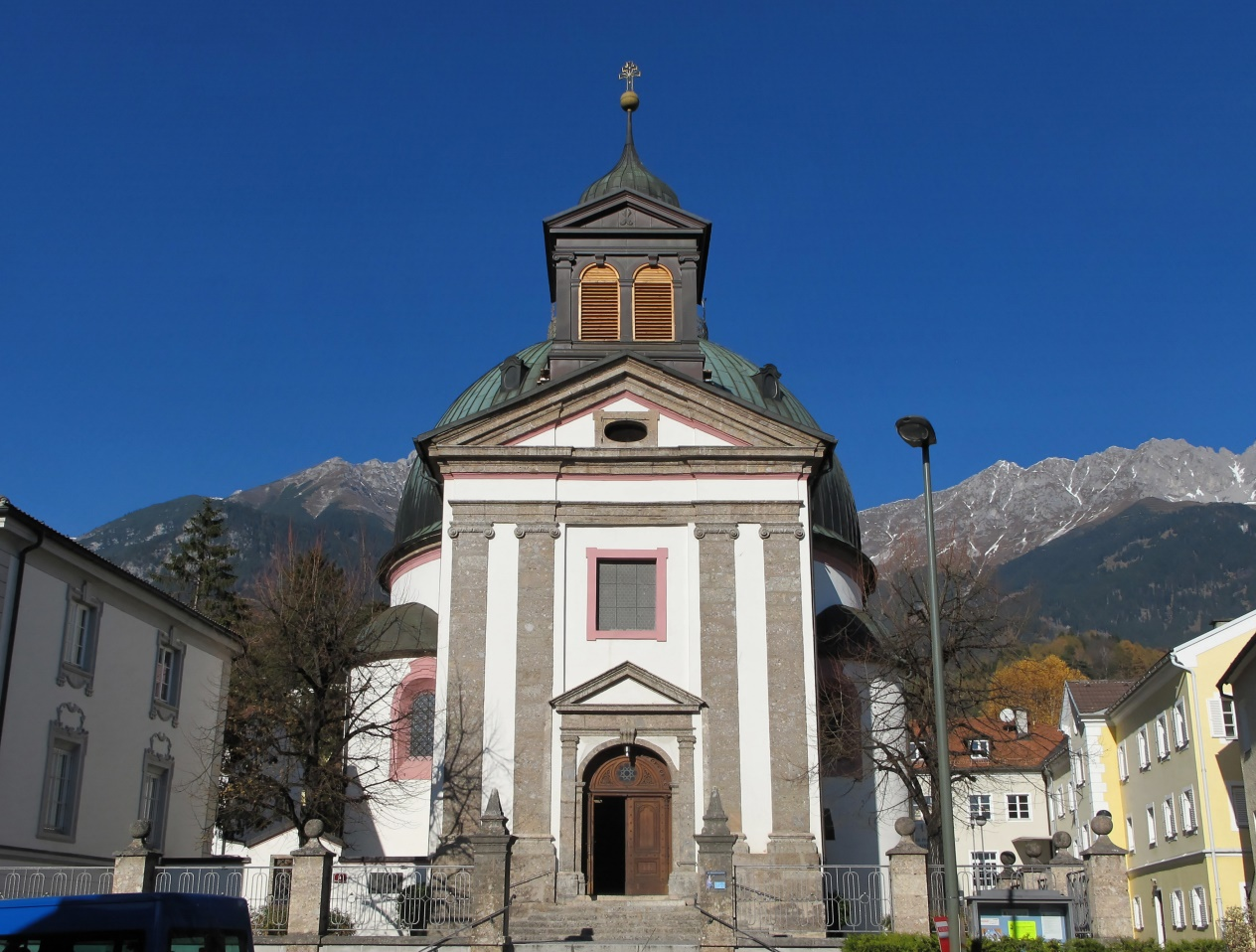
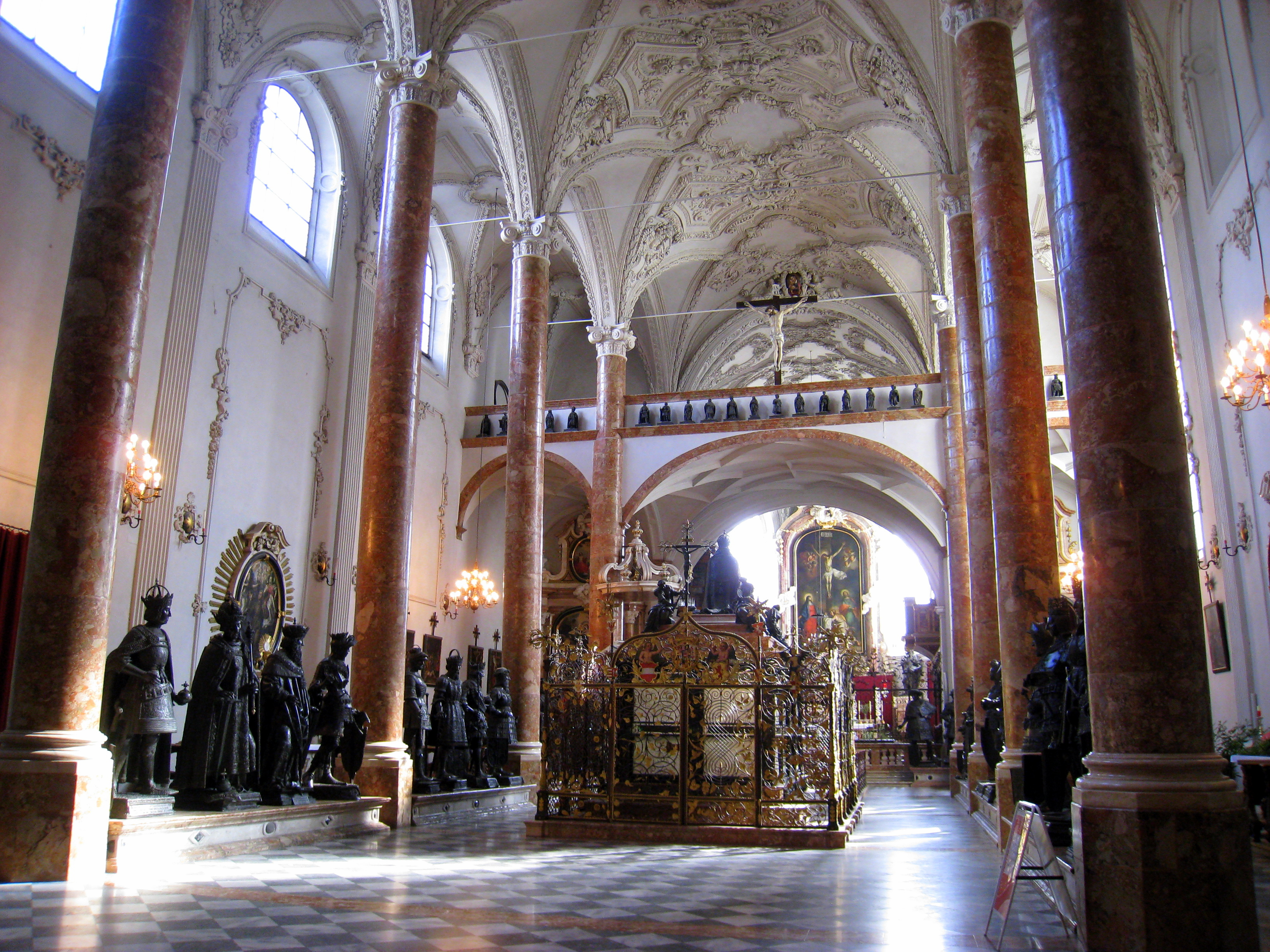
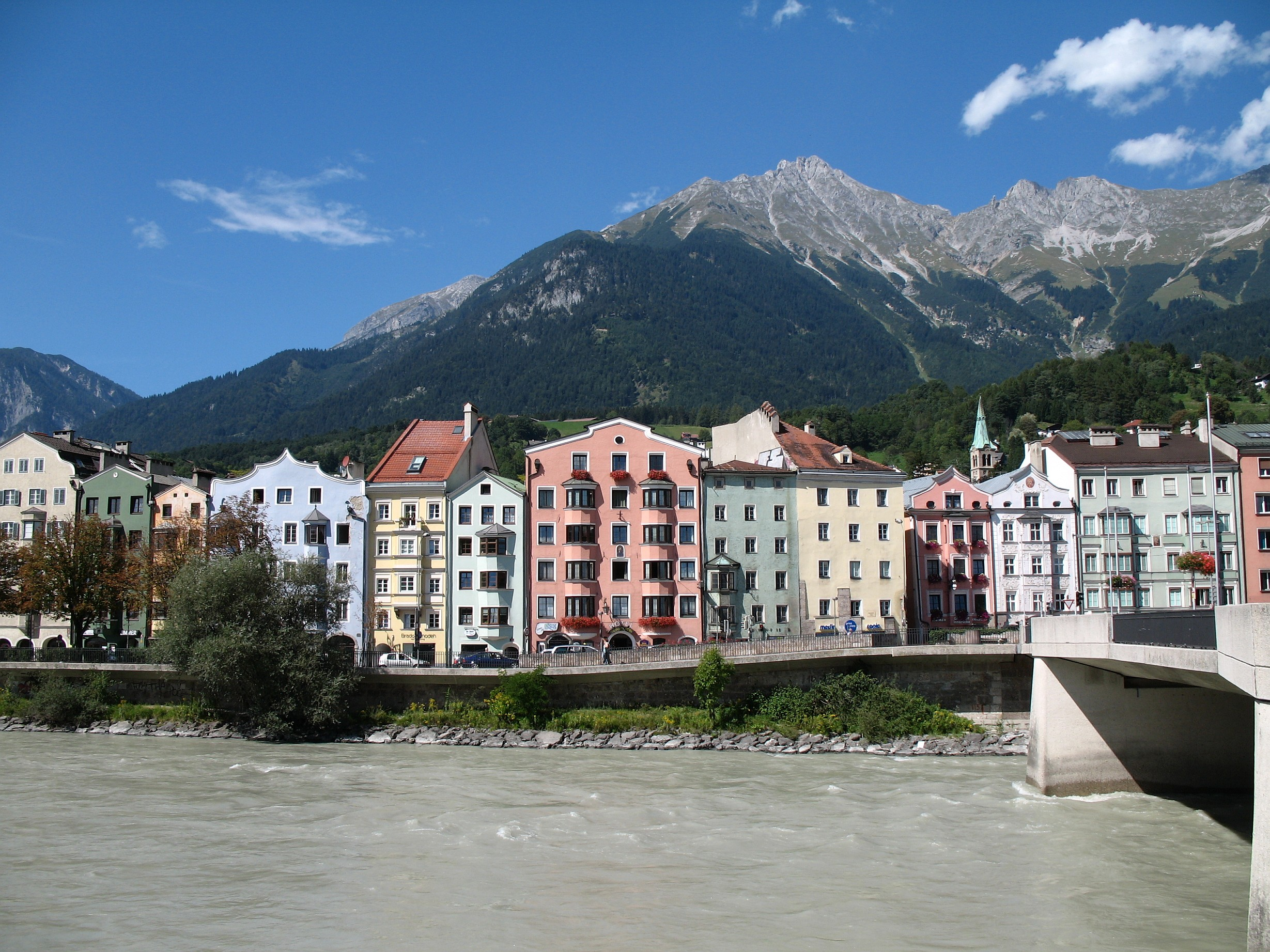
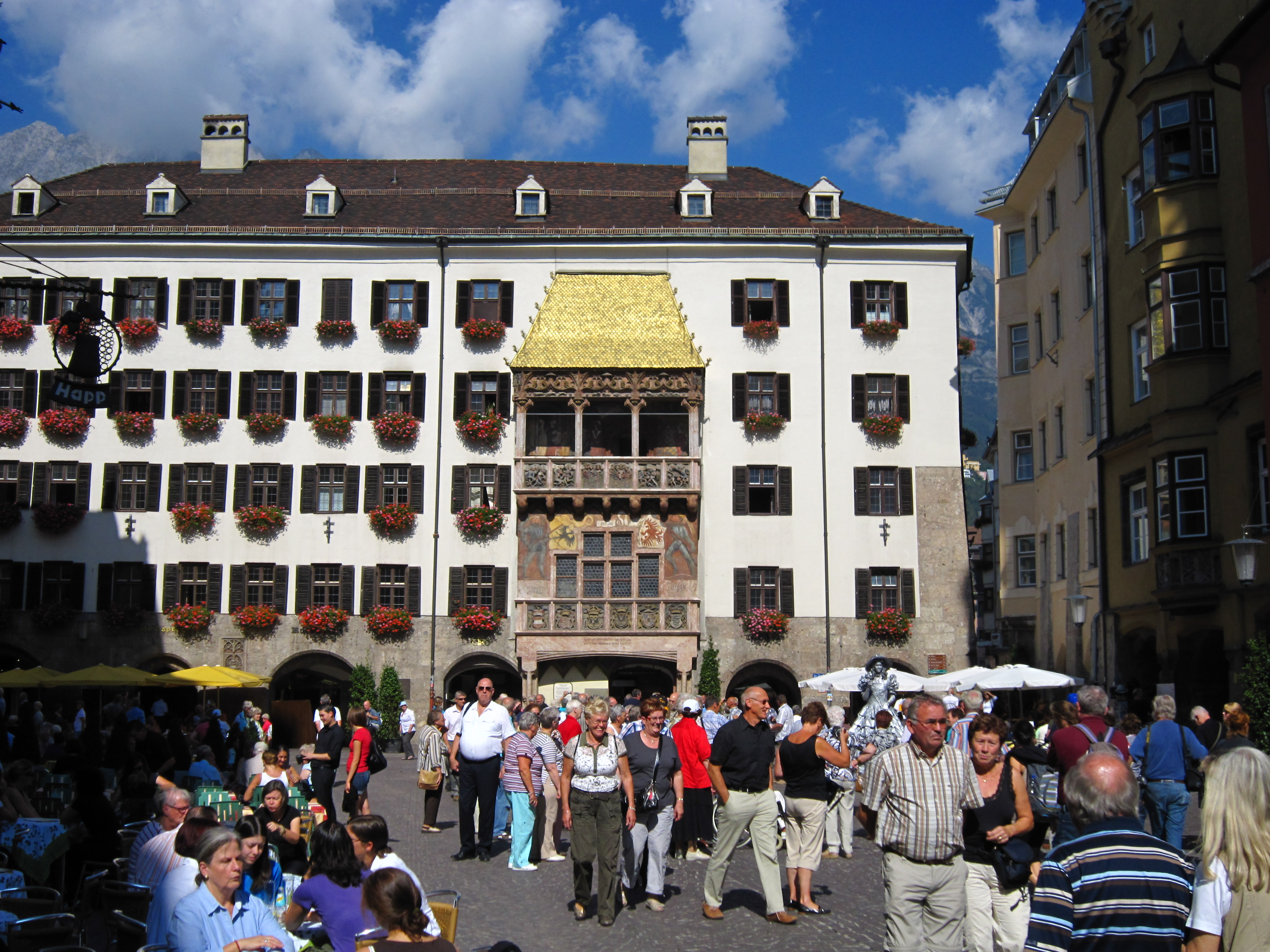
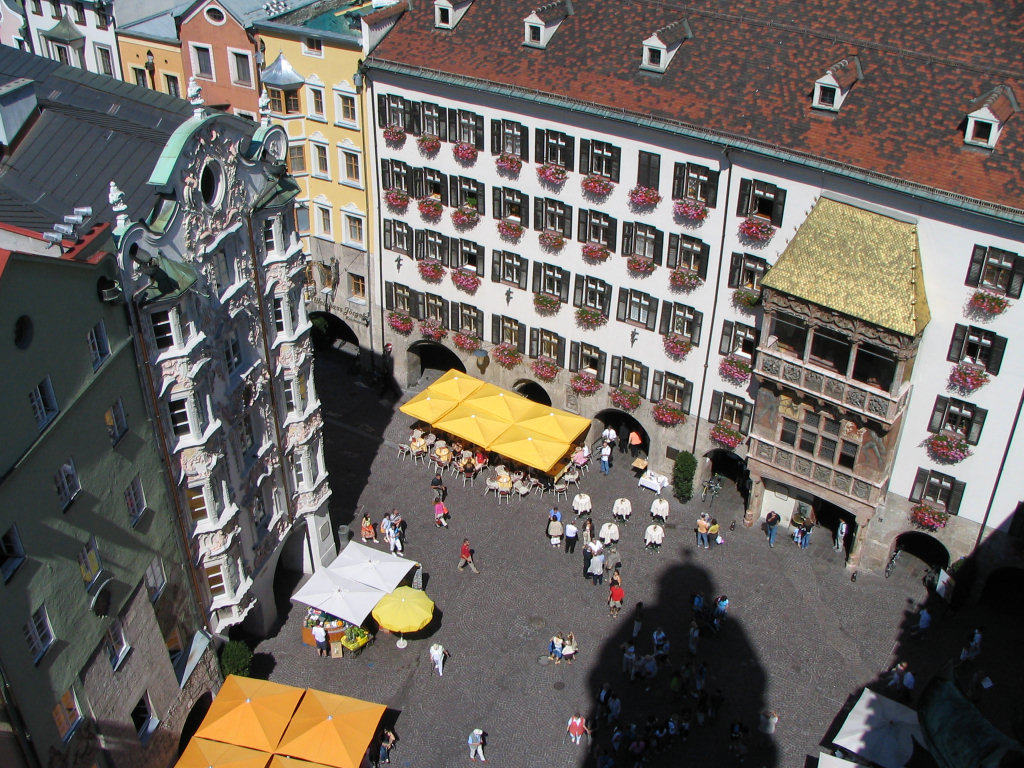
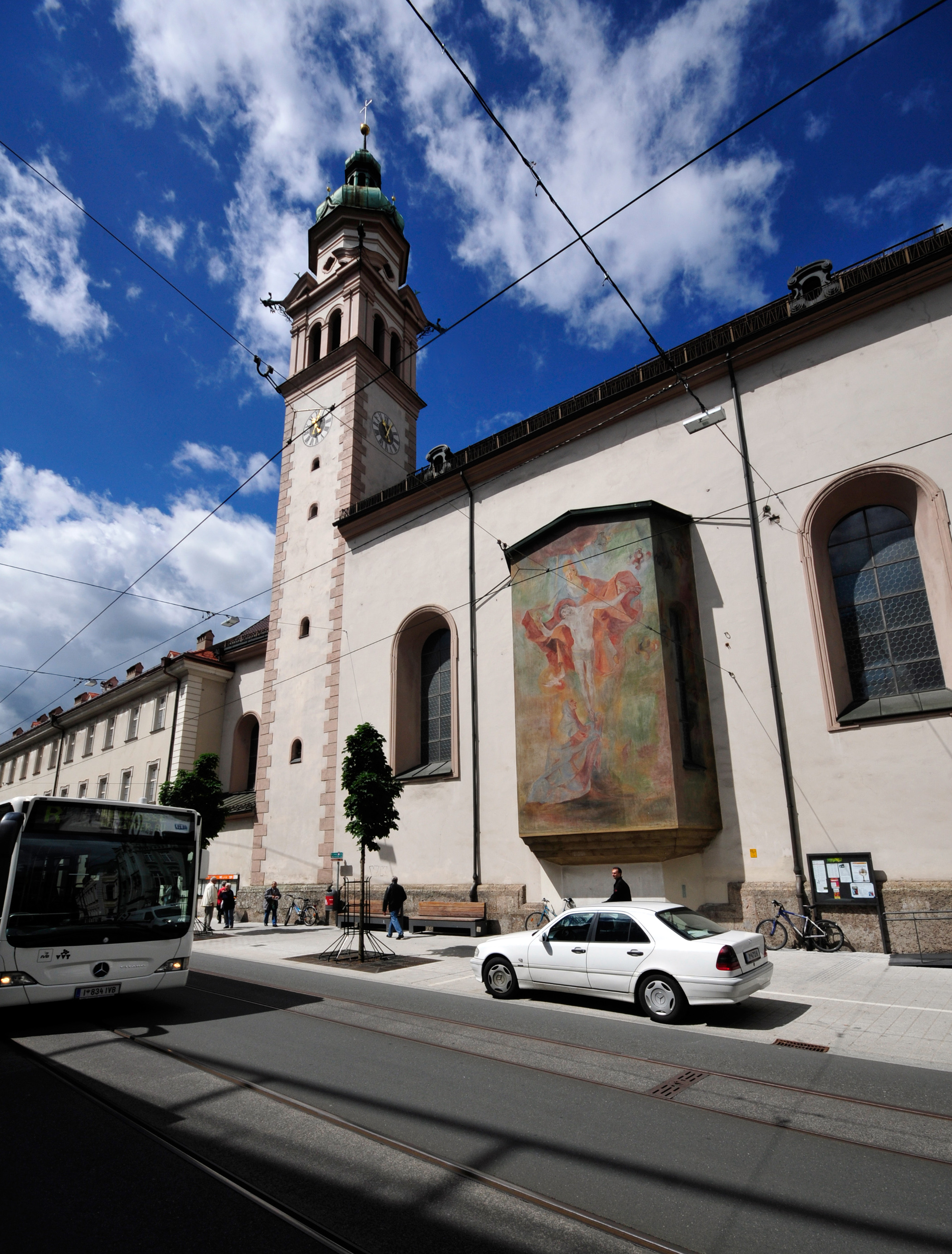
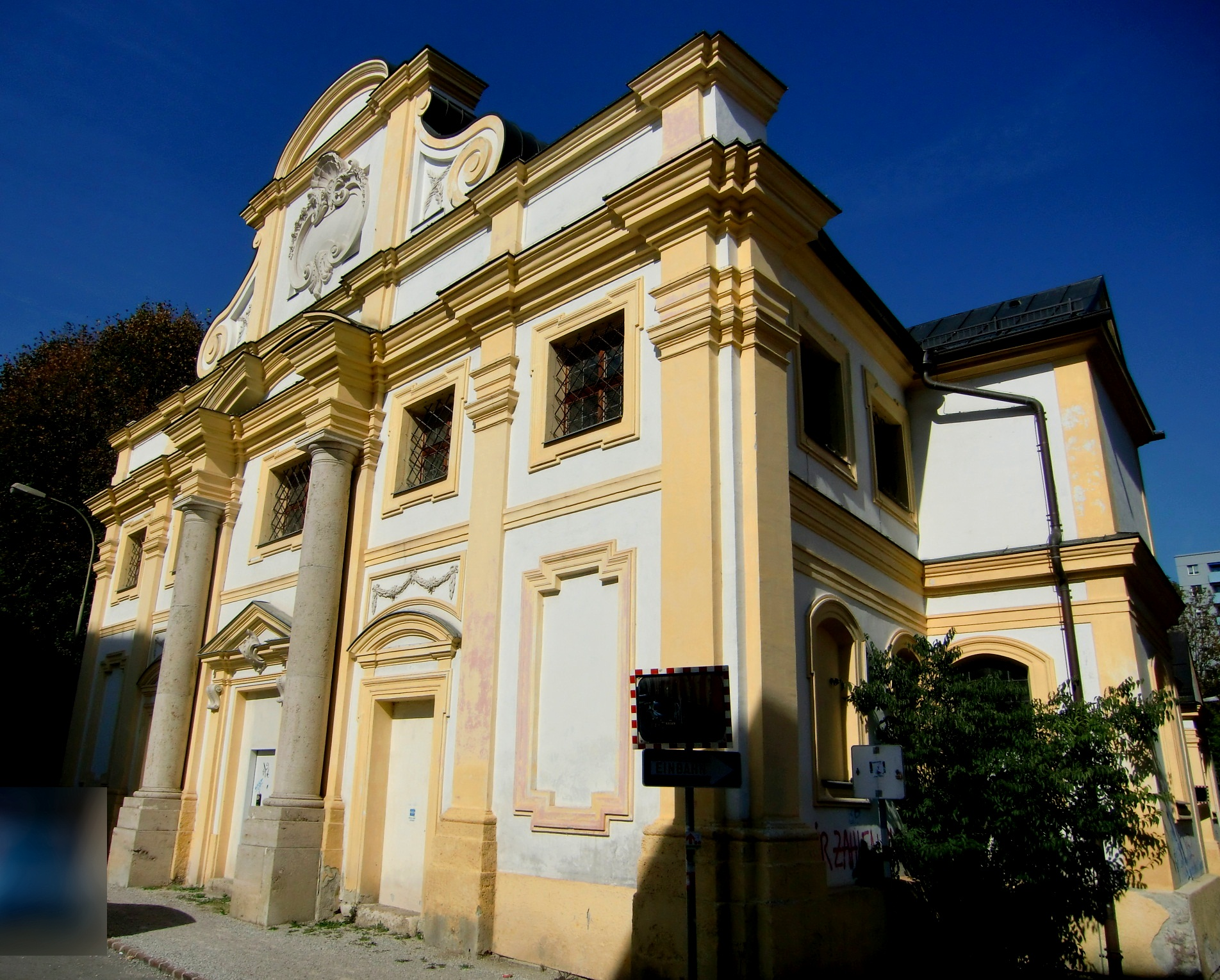
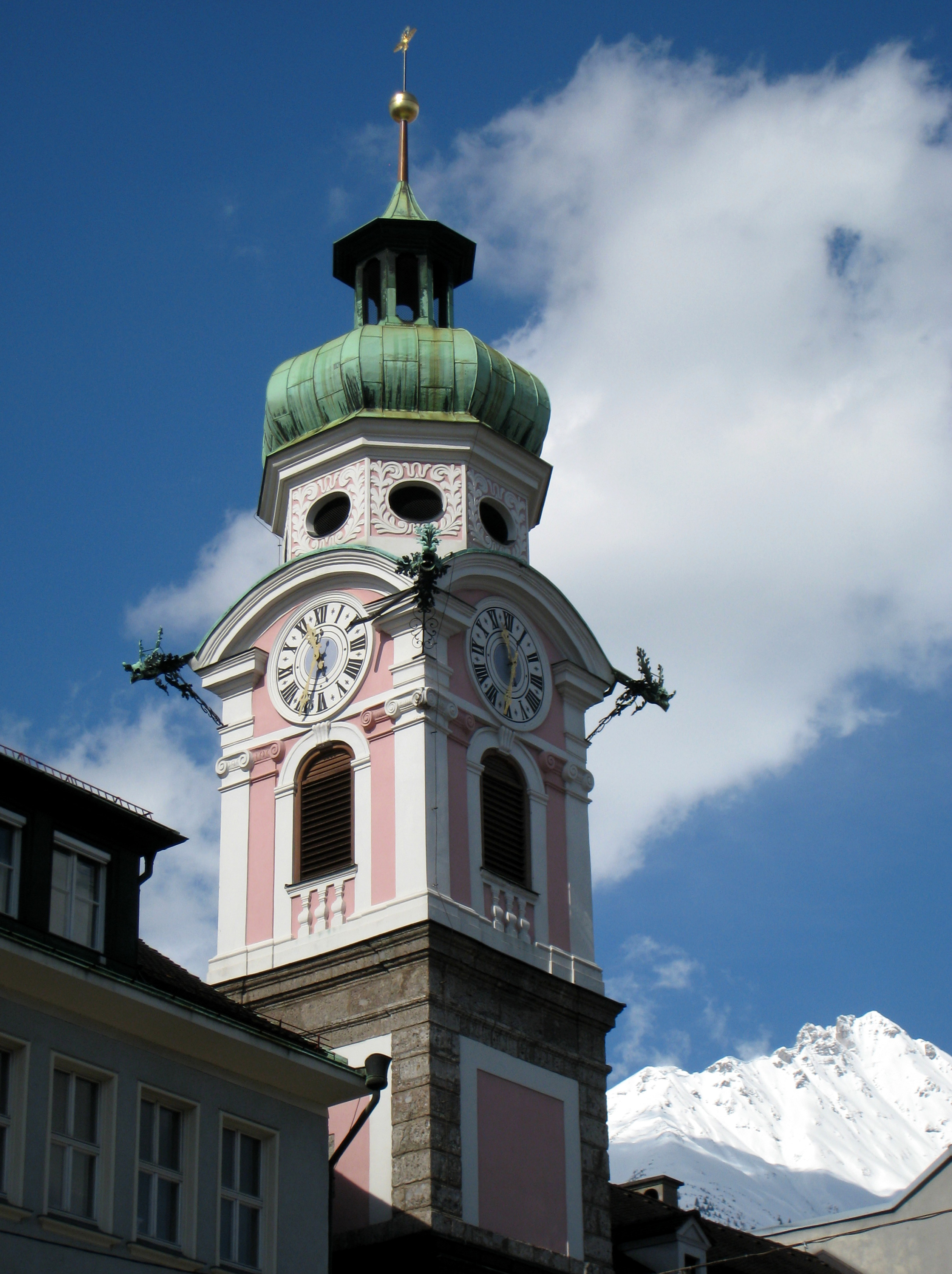
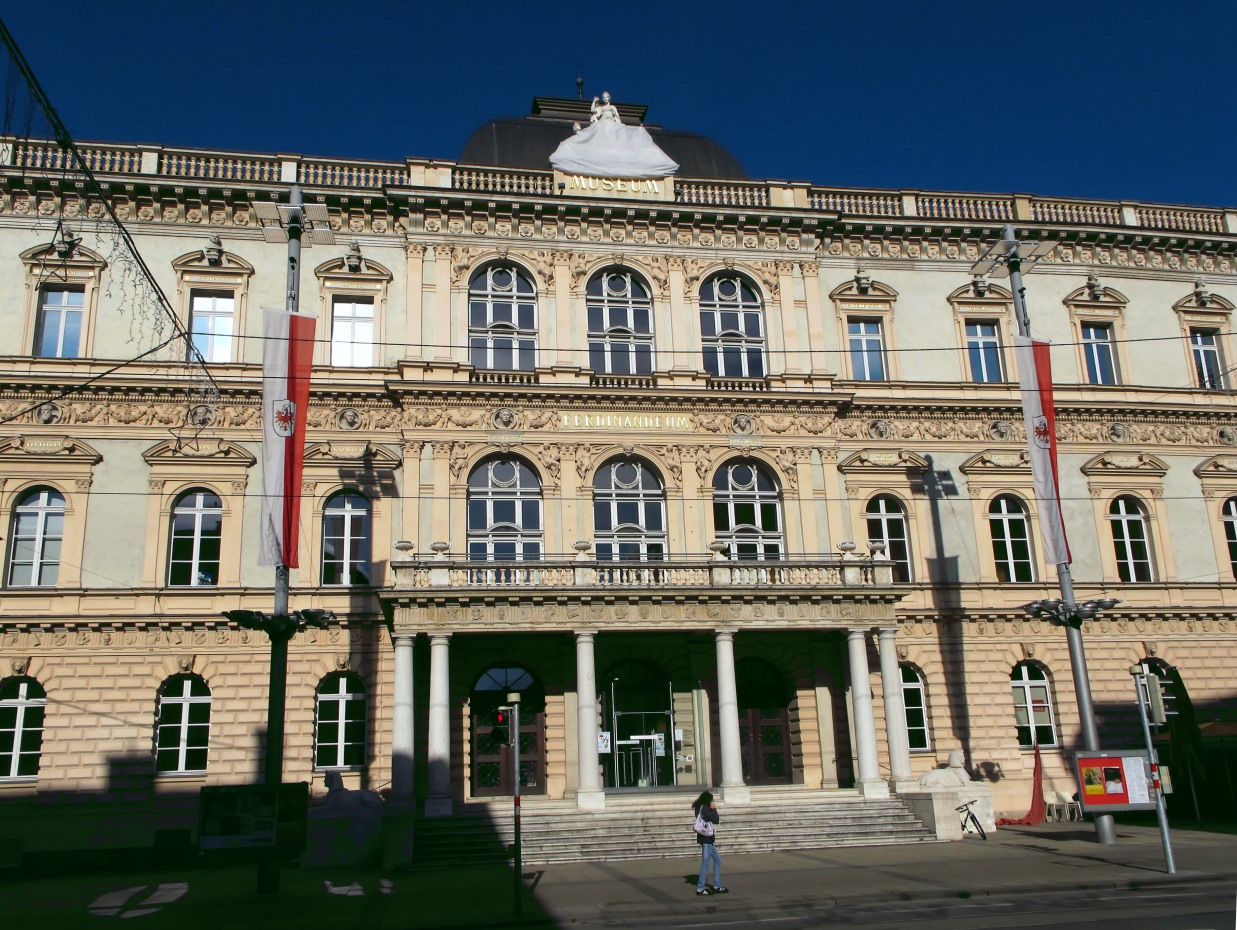
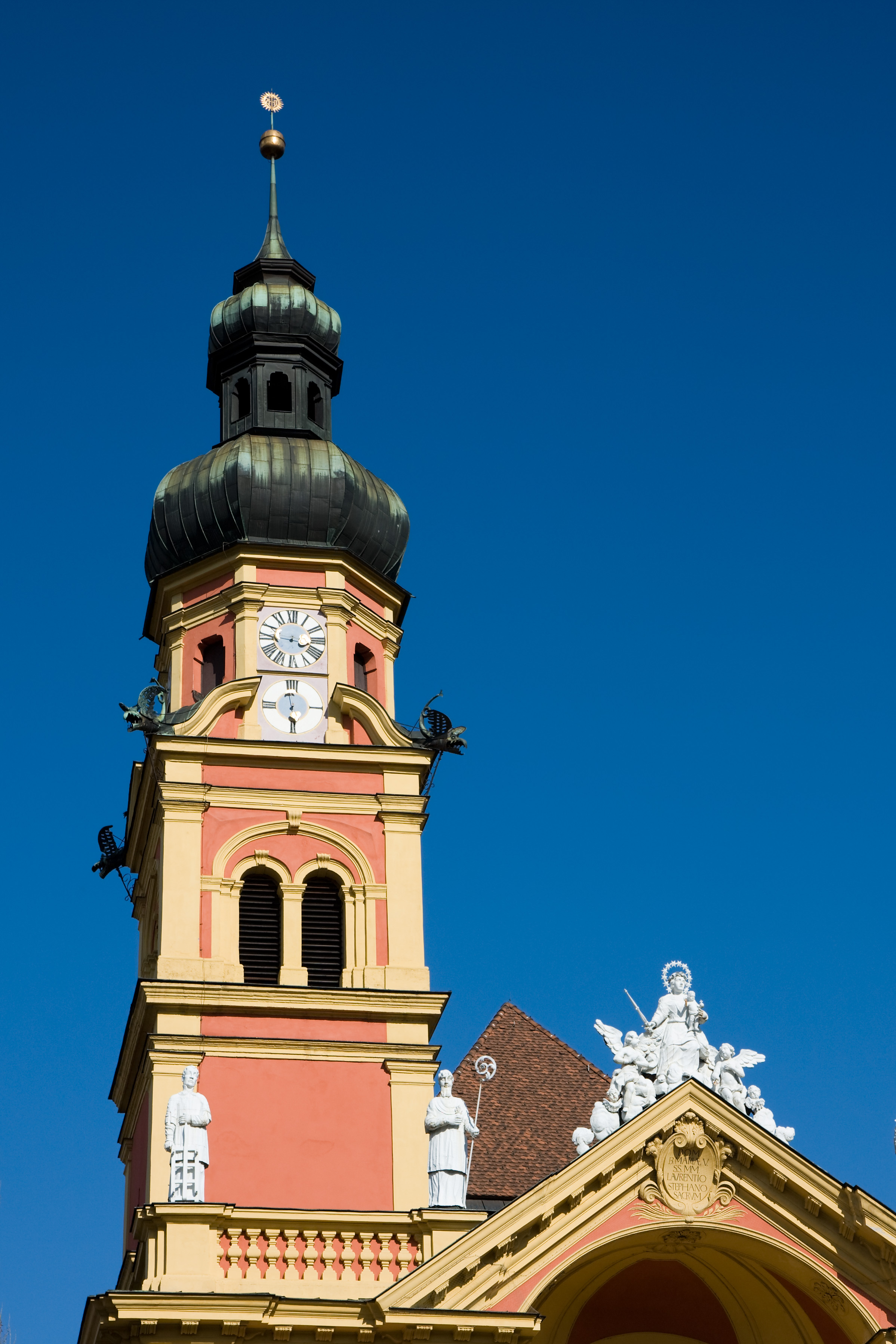
کلیسای ویلتن ابی
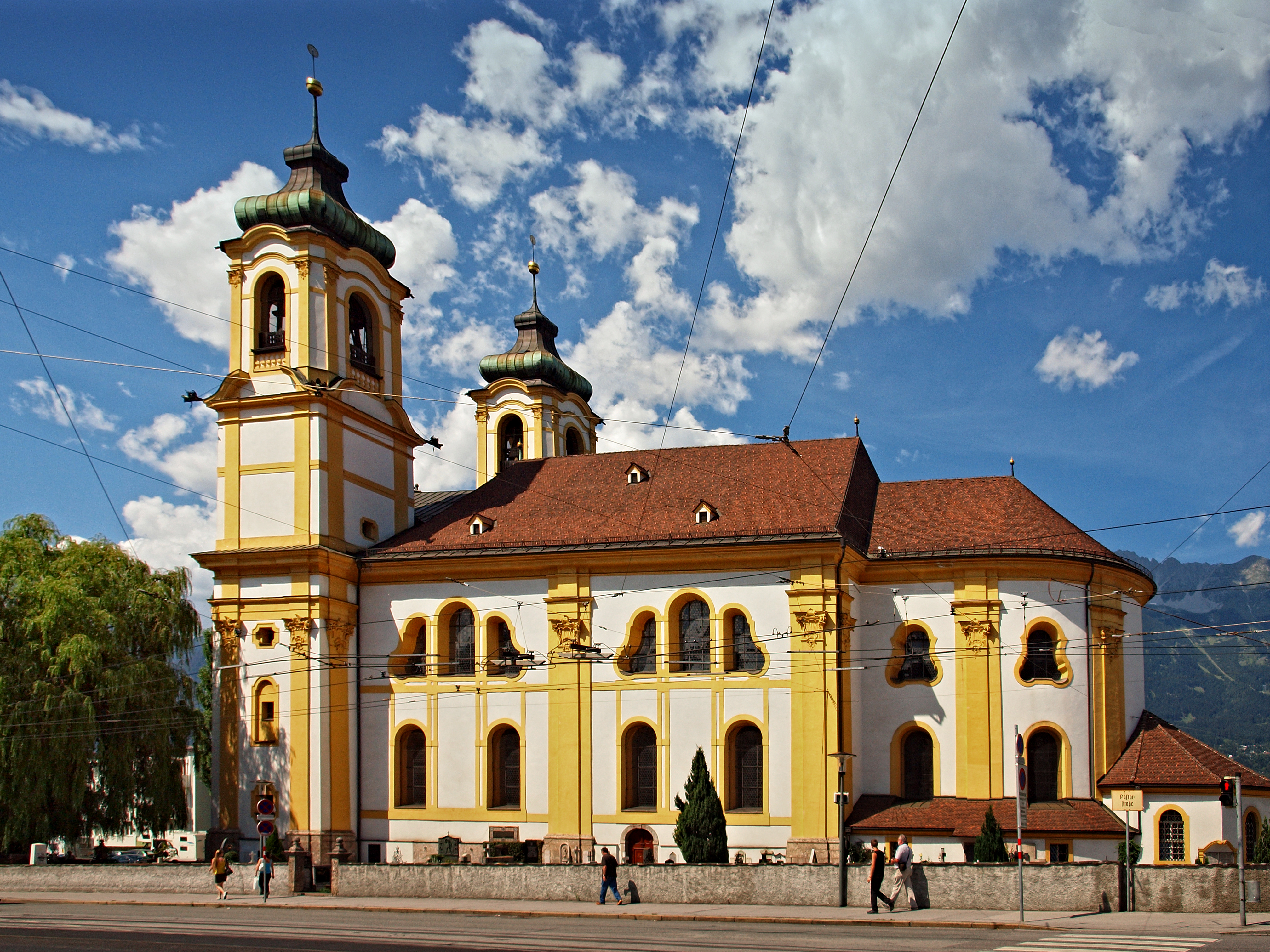
کلیسای ویلتن